# Pianori di Macchialonga
Pianori di Macchialonga este o arie protejată (arie specială de conservare — SAC, sit de importanță comunitară — SCI) din Italia întinsă pe o suprafață de 349 ha, integral pe uscat.

## Localizare
Centrul sitului Pianori di Macchialonga este situat la coordonatele 39°21′46″N 16°36′28″E / 39.362778°N 16.607778°E.

## Înființare
Situl Pianori di Macchialonga a fost declarat sit de importanță comunitară în septembrie 1995 pentru a proteja 5 specii de animale. Situl a fost protejat și ca arie specială de conservare în aprilie 2016.

## Biodiversitate
Situată în ecoregiunea mediteraneană, aria protejată conține 10 habitate naturale: Lande oro-mediteraneene cu formațiuni endemice de grozamă, Fânețe de joasă altitudine (Alopecurus pratensis, Sanguisorba officinalis), Pajiști uscate seminaturale și facies de acoperire cu tufișuri pe substraturi calcaroase (Festuco-Brometalia) (* situri importante pentru orhidee), Ape stătătoare oligotrofe până la mezotrofe, cu vegetație de Littorelletea uniflorae și/sau de Isoëto-Nanojuncetea, Păduri de pin (sub-) mediteraneene cu pini negri endemici, Cursuri de apă de la nivel de câmpie la nivel montan, cu vegetație Ranunculion fluitantis și Callitricho-Batrachion, Formațiuni ierboase bogate în specii de Nardus, dezvoltate pe substraturi silicioase în zone montane (și în zone submontane, în Europa continentală), Păduri de fag din Apenini cu Abies alba și păduri de fag cu Abies nebrodensis, Liziere de ierburi înalte hidrofile de câmpie și de nivel montan până la alpin, Mlaștini turboase de tranziție și turbării mișcătoare.
La baza desemnării sitului se află mai multe specii protejate:
- păsări (3): ciocănitoare neagră (Dryocopus martius), sfrâncioc roșiatic (Lanius collurio), ciocârlie de pădure (Lullula arborea)
- amfibieni (1): Triturus carnifex
- mamifere (1): lupul (Canis lupus)

Pe lângă speciile protejate, pe teritoriul sitului au mai fost identificate 14 specii de plante, 6 specii de amfibieni, 3 specii de reptile.